# Скијање
За остале употребе погледајте Скијање (вишезначна одредница)
Скијање на снегу је начин кретања снежним површинама употребом скија које су скијашким везовима причвршћене за ноге скијаша. Иако је скијање првенствено настало као начин транспорта односно кретања по снегу, кроз 20. век је прерасло у популарни начин рекреације и спорт. Осим скијања на снегу, познато је и скијање на води, при чему скијаш користи вучну силу моторног чамца да оствари брзину потребну за одржавање на води.

## Историја скијања
Почеци скијања се, према недавно пронађеним цртежима у пећинама откривеним након повлачења ледника, вежу уз ловце које историчари смештају у доба египатских фараона. Технике скијања у то доба су највероватније личиле начину скијања који данас називамо скијашким трчањем или нордијском скијашком дисциплином.
Оцем модерног скијања сматра се Норвежанин Сондре Норхајм. Он је у 19. веку конструисао скијашки вез који је омогућио управљање скијом, и то техником која се данас назива телемарк. Каснија усавршавања скијашког веза и скијашких ципела довела су до даљег усавршавања скијања и појаву тзв. алпских скијашких дисциплина. Раних година 20. века Аустријанац Ханес Шнајдер представио је технику управљања скијом ротацијом горњег дела тела која се по именом Арлберг техника (названа према крају из којег је потицао) врло брзо раширила као популарна рекреација и спорт.

## Врсте скијања
Данас је скијање врло ретко начин транспорта, већ је углавном популаран вид рекреације. Већина скијаша данас су рекреативци који на уређеним скијашким стазама коришћењем жичара (како би се попели на врхове планина) проводе слободне тренутке уживајући у спуштању низ снежне падине. Скијање је толико раширен начин зимског одмора да поједине државе већи део туристичке понуде заснивају управо на рекреативном скијању. Најбољи пример такве државе је Аустрија, која поседује преко стотину уређених скијалишта. Остале државе које имају бројна уређена скијалишта су Француска, Италија, Швајцарска, САД, Нови Зеланд, итд. У Нордијским земљама раширено је и скијашко трчање као популаран вид рекреације, иако се стазе за скијашко трчање могу наћи и у сваком алпском скијалишту.
Посебно је занимљива понуда дворанског скијања, где се у појединим богатијим државама (примери су Јапан или Уједињени Арапски Емирати) због недостатка природних скијашких стаза и довољног броја снежних дана у години чак израђују скијашке стазе у великим дворанама, опремљене вештачким климатским условима и вештачким снегом.
Скијање је и атрактиван спорт, где се појављују такмичари у бројним дисциплинама из све већег броја земаља и готово свих континената.

## Скијање као спорт
Скијање је стандардни олимпијски спорт на зимским Олимпијским играма. Скијашке дисциплине делимо на алпске, нордијске и скијашке скокове. Иако постоје и варијанте штафетних трка у нордијском скијању, скијање је углавном појединачни спорт. Често се у скијашке спортове убраја и сноуборд, који је од 1998. године такође укључен у породицу олимпијских спортова. Опрема за тај спорт се битно разликује од скијашке опреме по томе што се не користе две скије већ један борд односно даска за скијање на којој бордер стоји у сличном положају као у сурфовању на таласима.
Алпске такмичарске скијашке дисциплине су: слалом, велеслалом, спуст, супер-велеслалом, алпска комбинација и паралелна такмичења. Неслужбено би их могли категорисати на техничке (слалом и велеслалом) и брзинске (спуст и супер-велеслалом) дисциплине. Сва правила и организација и контрола скијашких такмичења су под управом Међународне скијашке федерације (ФИС) са седиштем у Берну, (Швајцарска).
Нордијске дисциплине, познате и под називом скијашко трчање, се практикују на различитим дужинама стазе, у две основне категорије: класични стил и слободни стил. Једна варијанта скијашког трчања је и биатлон, у којој се комбинује скијашко трчање с стрељаштвом.
Скијашки летови се изводе на специјално припремљеним скијашким скакаоницама, а циљ је остварити што већу дужину скока уз додатне оцене за стил.
Сноуборд се изводи у неколико различитих дисциплина. Алпске дисциплине обухватају нпр. слалом трке, и одржавају се на стандардним уређеним скијашким стазама. Међутим, популарније су дисциплине слободног стила или слободне вожње, које се могу одвијати у специјалним халфпајп стазама или на неуређеним стрминама. Такмичари слободног стила се најчешће окупљају и такмиче на играма екстремних спортова под називом X-games.

## Скијашка опрема
Зависно од дисциплине, за скијање је потреба следећа опрема:
- скије опремљене скијашким везовима
- скијашки штап
- скијашке ципеле

Постоји још и цели низ специјализоване скијашке опреме, као што су скијашко одело, кацига, наочаре, рукавице. Та додатна опрема се доста разликује у зависности од скијашке дисциплине, временских услова а у новије време и о модним трендовима, поготово код рекреативаца.

## Скијашки терени
У зависности од дисциплине, може се скијати готово на свакој површини прекривеној снегом: на равницама се практикује скијашко трчање, на стрмијим површинама нека од алпских дисциплина. 
Као што и име говори, најпознатије скијашке стазе за алпске дисциплине налазе се у Алпима, иако се велики број квалитетних алпских скијалишта налази и у Северној и Јужној Америци, Новом Зеланду, и Азији. Уобичајено је да се скијашке стазе класификују према стрмини и дужини, да би се рекреативним скијашима олакшао избор стазе који одговара њиховом скијашком знању и стилу скијања. У Европи се најчешће користи систем боја, па је нпр. црна боја ознака најзахтјевније стрме стазе која је најчешће резервисана само за такмичења и врхунске скијаше. Црвена стаза је нешто блажа, али још увек захтевна. Почетници ће бирати између стаза означених као плаве (мале стрмине) односно беле стазе. Беле стазе су готово потпуно положене па осигуравају сигурно скијање чак и потпуним почетницима. Постоји и тзв. слободно скијање по неуређеним стазама, међутим оно је резервисано искључиво за врхунске скијаше који одлично познају скијашке технике и имају одговарајућу опрему. Не треба посебно напомињати да је слободно скијање повезано с сталном опасношћу од снежних лавина, одрона снега или терена, падовима на оштре стене или провалије, те није реткост да слободни скијаши који прецене своје знање или потцене поједину стрмину страдају, па чак и смртно.
Скијашко трчање захтева положеније стазе, па је опасност од падова или снежних лавина сведена на минимум. Овај вид скијања је посебно погодан за рекреативце слабије физичке снаге, старије скијаше и све оне који желе темпо скијања прилагодити себи а не стрмини алпске стазе. Ипак, скијашко трчање може за амбициозније бити и врло ефикасан начин постизања одличне физичке спреме, јер је познато да су по општим карактеристикама припремљености (физичка кондиција) скијаши тркачи уз атлетичаре на дугим пругама и бициклисте једни од најспремнијих спортиста уопште. Највише уређених стаза за скијашко трчање се може пронаћи у нордијским земљама, иако је могуће трчати на скијама и на неуређеним стазама.
За скијашке летове користе се посебно припремљене скијашке скакаонице, које се у зависности од величине називају и скијашким летаоницама. Ове скакаонице су јасно резервисане искључиво за професионалце који се баве тим спортом, јер на неким скакаоницама скијаши скакачи остварују скокове дужине од преко 200 метара.
Сноубордери могу да користе стандардне скијашке стазе, иако се већина одлучује за неуређене стрмине. Занимљивост је халфпајп, уређен део стазе у облику јарка од неколико метара врло глатких и стрмих зидова.